# Samuel Pickworth Woodward

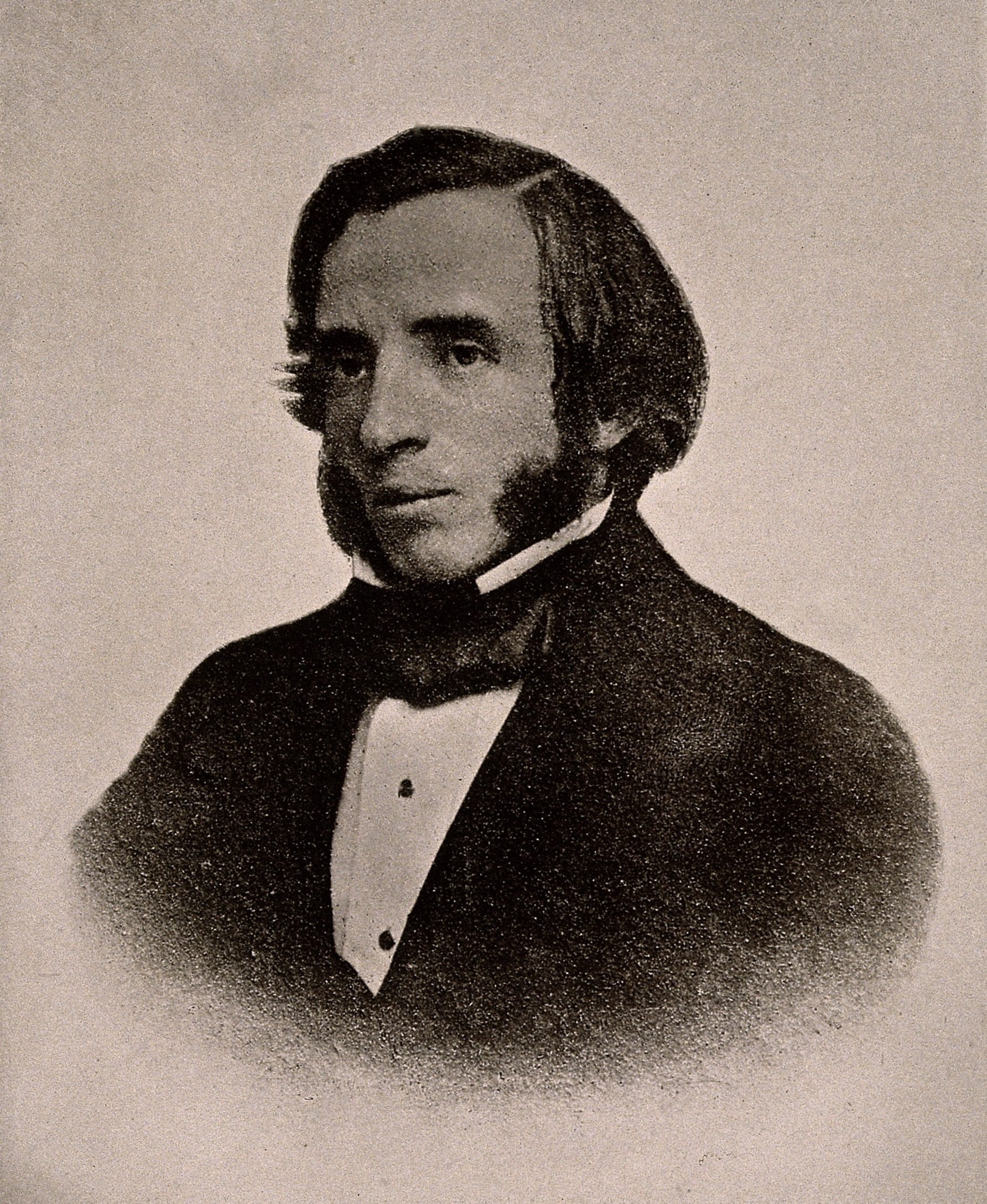
Samuel Pickworth Woodward

Samuel Pickworth Woodward (* 17. September 1821 in Norwich; † 11. Juli 1865 in Herne Bay, Kent) war ein britischer Geologe.

## Leben und Wirken
Woodward war der zweite Sohn von Samuel Woodward und dessen Frau Elizabeth Bolingbroke († 1866). Henry Woodward und Bernard Bolingbroke Woodward (1816–1869) sind seine Brüder.
Woodward war ab 1839 Hilfskurator der Geological Society of London, bevor er 1845 Professor der Geologie und Naturgeschichte am Royal Agricultural College in Cirencester wurde. Ab 1848 war er bis zu seinem Tod Assistent erster Klasse in der Abteilung Geologie und Mineralogie des British Museum.
Sein Sohn Horace Bolingbroke Woodward war ein bekannter Geologe.

## Ehrungen
Nach ihm ist das Mineral Woodwardit benannt.

## Schriften (Auswahl)
- A manual of the Mollusca; or, rudimentary treatise of recent and fossil shells. 3 Teile, John Weale, London 1851–1856 (Digitalisat).